# دحل حروري
دحل حروري هو أحد الدحول الواقعة في الصمان في السعودية.